# Île Waadeu
L'île Waadeu est un îlot de Nouvelle-Calédonie dans les Pléiades du Nord, une des îles Loyauté.